# 栓海蜷
栓海蜷（学名：Cerithidea cingulata cingulata），是中腹足目海蜷科栓海蜷属的一种。主要分布于韩国、新加坡、马来西亚、印度尼西亚、中国大陆、台湾，常栖息红树林或泥滩中，亦见于潮间带。